# Acolo unde se avântă vulturii
Acolo unde se avântă vulturii (titlul original: în engleză Where eagles dare) este un film de război din 1968 regizat de Brian G. Hutton, cu Richard Burton, Clint Eastwood și Mary Ure în rolurile principale. A fost distribuit de Metro-Goldwyn-Mayer și  filmat în Bavaria și Austria. Scenariul a fost scris de Alistair MacLean, care apoi l-a transformat în cartea cu același nume; amândouă au avut succes comercial. Povestea urmărește un grup de soldați Aliați care se parașutează în ￼￼ Alpii Bavarezi pentru a recupera un general american capturat de naziști în castelul "Schloss Adler" (germană Castelul Vulturilor, în realitate Castelul Hohenwerfen),dar ei devin suspicioși că unii dintre ei pot fi spioni germani.

## Distribuția
- Richard Burton ca Maiorul John Smith / Maj. Johann Schmidt
- Clint Eastwood ca Lt. Morris Schaffer
- Mary Ure ca Mary Ellison
- Patrick Wymark ca Col. Wyatt Turner
- Michael Hordern ca Vice Amiral Rolland
- Donald Houston ca Cpt. Olaf Christiansen
- Peter Barkworth ca Cpt. Ted Berkeley
- William Squire ca Cpt. Lee Thomas
- Robert Beatty ca Brig. Gen. George Carnaby / Cpl. Cartwright Jones
- Ingrid Pitt ca Heidi Schmidt
- Brook Williams ca Sgt. Harrod
- Neil McCarthy ca Serg. Jock MacPherson
- Vincent Ball ca Wg Cdr. Cecil Carpenter
- Anton Diffring ca Col. Paul Kramer
- Ferdy Mayne ca Gen. Julius Rosemeyer
- Derren Nesbitt ca Maj. von Hapen
- Philip Stone ca Sky Tram Operator (necreditat)
- Victor Beaumont ca Lt. Col. Weissner
- Guy Deghy ca Maior Wilhelm Wilner (necreditat)
- Derek Newark ca Ofițer SS (necreditat)